# Steven Fox
Pour les articles homonymes, voir Fox.
Steven Fox (né le 13 juin 1978 à New York) est un chef d'orchestre américain de musique classique. Actuellement Steven Fox est le directeur artistique et chef principal de York Clarion New Music Society.